# Escola de princesinhas
Escola de princesinhas è una serie animata brasiliana prodotta da Video Brinquedo divisa in cinque stagioni: la prima nel 2007, seconda nel 2008, la terza nel 2009, la quarta nel 2010 e la quinta ed ultima nel 2014.

## Trama
La serie narra le avventure di Cindy, Bianca, Hime, Iriá e Zade.

## Personaggi
Protagonisti
- Cindy
- Bianca
- Hime
- Iriá
- Zade

Secondari
- Prof.ssa Zel
- Sig.ra Grimm
- Dango
- Sig.ra Drastica

## Episodi
| Nº st.           | Nº tot.        | Titolo                  | Data           |
| Prima stagione   | Prima stagione | Prima stagione          | Prima stagione |
| ---------------- | -------------- | ----------------------- | -------------- |
| 1                | 1              | As belas adormecidas    | 2007           |
| 2                | 2              | O sapo encantado        | 2007           |
| 3                | 3              | Príncipes indefesos     | 2007           |
| Seconda stagione |                |                         |                |
| 1                | 4              | O dragão de Bianca      | 2008           |
| 2                | 5              | Flor encantada          | 2008           |
| 3                | 6              | O desafio delicado      | 2008           |
| Terza stagione   |                |                         |                |
| 1                | 7              | 3 pedidos               | 2009           |
| 2                | 8              | O gigante e a borboleta | 2009           |
| 3                | 9              | A fadinha atrapalhada   | 2009           |
| Quarta stagione  |                |                         |                |
| 1                | 10             | A aluna de verão        | 2010           |
| 2                | 11             | O gnomo                 | 2010           |
| 3                | 12             | O soldadinho de chumbo  | 2010           |
| Quinta stagione  |                |                         |                |
| 1                | 13             | Cachinhos dourados      | 2014           |
| 2                | 14             | Casa de doces           | 2014           |
| 3                | 15             | Vida eterna             | 2014           |